# دوبال‌میوه هم‌تنیده
دوبال‌میوه هم‌تنیده (نام علمی: Dipterocarpus confertus) نام یک گونه از سرده دوبال‌میوه‌ها است.